# Comitatul Spartanburg, Carolina de Sud
Comitatul Spartanburg (în engleză Spartanburg County) este situat în statul Carolina de Sud, Statele Unite ale Americii. Sediul administrativ al comitatului se află în orașul omonim, Spartanburg.

## Date geografice
Comitatul se află amplasat în nord-vestul statului Carolina de Sud, la graniță cu Carolina de Nord. El a fost întemeiat în 1785, ocupă o suprafață de 2.122 km² din care 21 km² este apă. La recencsământul din 2005, comitatul a avut 266.809 loc. cu o densitate de 127 loc./km².
Comitate vecine sunt Polk și Rutherford din statul  Carolina de Nord, respectiv Cherokee, Union, Laurens și Greenville din același stat,  Carolina de Sud.

## Istoric
Comitatul a luat ființă în 1785, fiind denumit după regimentul Spartan, care a luptat în Războiul de Independență al Statelor Unite ale Americii.

## Demografie
După datele recensământului din 2000, orașul avea
253.791 loc
97.735 gospodării
69.294 familii
75,09 % erau albi
20,79 % afromericani
0,22 % amerindieni
1,47 % asiatici
0,03 % locuitori ai insulelor din Pacific
1,35 % alte grupări etnice
2,79 % latino-americani

## Componență

### Orașe mari (City)
- Chesnee (partly in Cherokee County)
- Greer (mostly in Greenville County)
- Inman
- Landrum
- Spartanburg (county seat)
- Wellford
- Woodruff

### Orașe mici (Town)
- Campobello
- Central Pacolet
- Cowpens
- Duncan
- Lyman
- Pacolet
- Reidville

### Census-designated places
- Arcadia
- Boiling Springs
- Clifton
- Converse
- Cross Anchor
- Enoree
- Fairforest
- Fingerville
- Glendale
- Gramling
- Inman Mills
- Mayo
- Roebuck
- Saxon
- Southern Shops
- Startex
- Switzer
- Una
- Valley Falls
- White Stone

## Demografie
|  | Graficele sunt indisponibile din cauza unor probleme tehnice. Mai multe informații se găsesc la Phabricator și la wiki-ul MediaWiki. |

Date: Wikidata - grafică realizată de Wikipedia